# Bantamová váha
Bantamová váha (anglicky bantamweight) je váhová kategorie v některých bojových sportech, která následuje po muší a předchází pérové váze.

## Box
V boxu se do bantamové váhy zahrnují bojovníci mezi 52,2–53,5 kg.

## Kickboxing
V kickboxu se do bantamové váhy obvykle řadí bojovníci, kteří váží 53–55 kg.

## Mixed Martial Arts
V MMA má každá organizace jiný systém třídění:
- Ultimate Fighting Championship – ≤61,2 kg
- King of the Cage – ≤65,8 kg
- Shooto – ≤56 kg
- Dream – ≤61 kg